# Nothing Lasts Forever (Echo & the Bunnymen)
| Recensione   | Giudizio |
| ------------ | -------- |
| AllMusic     | link     |
| Artistdirect | link     |
| MSN Music    | link     |

Nothing Lasts Forever è un singolo del gruppo musicale inglese Echo & the Bunnymen, pubblicato il 16 giugno 1997 come primo estratto dall'album Evergreen.
Fu il primo singolo pubblicato dopo che Ian McCulloch, Will Sergeant e Les Pattinson riformarono la band. Raggiunse il numero 8 della classifica britannica. Il singolo venne distribuito in vinile da 7 pollici e in due versioni separate di CD - a parte la traccia del titolo, tutte e tre le versioni avevano brani differenti. Le versioni francese e tedesca dei CD avevano altri brani.
Il video venne girato a Marrakech, in Marocco.
Fu l'ultima canzone ad essere trasmessa da Janice Long nella sua ultima trasmissione telefonica su BBC Radio 2, il 26 gennaio 2017.

## Tracce
Testi e musiche di McCulloch, Sergeant e Pattinson, eccetto ove indicato.

### 7"
Lato A
1. Nothing Lasts Forever °

Lato B
1. Hurracaine
2. Jonny

### CD
1. Nothing Lasts Forever ° - 3.54
2. Watchtower - 4:25
3. Polly - 4:17

### CD (alternativo)
1. Nothing Lasts Forever ° - 3:55
2. Colour Me In - 4:00
3. Antelope - 2:45

° Mixato da Clif Norrell.

## Formazione
- Ian McCulloch - voce, chitarra
- Will Sergeant - chitarra
- Les Pattinson - basso

### Altri musicisti
- Liam Gallagher - cori in Nothing Lasts Forever

## Classifica
| Classifica (1997) | Posizione massima |
| ----------------- | ----------------- |
| Regno Unito       | 8                 |